# Cyberkrieg
Cyberkrieg (englisch cyberwar, von cyber für Kybernetik) ist zum einen die kriegerische Auseinandersetzung im und um den virtuellen Raum, dem Cyberspace, mit Mitteln vorwiegend aus dem Bereich der Informationstechnik. Cyberkrieg bezeichnet zum anderen die hochtechnisierten Formen des Krieges im Informationszeitalter, die auf einer weitgehenden Computerisierung, Elektronisierung und Vernetzung fast aller militärischen Bereiche und Belange basieren.

## Herkunft des Begriffs
Cyberkrieg, im Englischen cyberwar, ist ein Kofferwort aus den Wörtern Cyberspace und Krieg (engl. war). Der Begriff soll erstmals im Jahr 1993 von den Wissenschaftlern John Arquilla und David Ronfeldt in ihrer Studie Cyberwar is coming! für die RAND Corporation verwendet worden sein.
Die Begriffe „Information War“ bzw. „Information Operations“ lassen sich bis in die Zeit des Ersten Weltkrieges zurückführen. In seiner heutigen Bedeutung findet der Begriff „Information Warfare“ seit 1976 Verwendung.

## Allgemeines
Die eingesetzten Waffen sind Werkzeuge aus dem Bereich der Informatik. Im einfachsten Fall zielen Angriffe auf rechnergestützte Verbindungen, um die Kommunikation auf diesem Wege zu vereiteln. Komplexere Angriffe können auf die Kontrolle spezifischer Computersysteme abzielen. Umgekehrt gehört zum Cyberkrieg die Bereitstellung und Aufrechterhaltung der eigenen Kommunikations- und Kommandostrukturen sowie die Abwehr bzw. Vereitelung gegnerischer Angriffe auf diese.
Ein Beispiel für einen erfolgreichen Cyberangriff findet sich 2007 in Estland, wo nach konzertierten Denial-of-Service-Angriffen Regierungs- und Verwaltungsstellen, ebenso wie die größte Bank Estlands, nicht mehr erreichbar waren. Zudem wirkte sich der Angriff auf Krankenhäuser, Energieversorgungssysteme und Notrufnummern aus. Dies war der weltweit erste Cyberangriff auf einen Staat.
2016 schrieb Myriam Dunn Cavelty:

„Im Gegensatz zu der euroatlantischen Sichtweise, die den Cyberkrieg eng als zerstörerische Attacken auf Computersysteme und kritische Infrastrukturen definiert, geht Russland das Thema ganzheitlicher an: Neben Informationssystemen sind der Mensch und seine Meinung das wichtigste Ziel seiner Informationskriege.“

Ein solcher Cyberkrieg zielt nicht nur auf Kombattanten, sondern auch destabilisierend mit einem Informationskrieg auf die Zivilbevölkerung, welche durch Fake News und Hetztiraden auf Blogs zu Hass und Misstrauen gegen die eigene Regierung aufgehetzt werden soll. Christian Mölling, Direktor des Forschungsinstituts der Deutschen Gesellschaft für Auswärtige Politik (DGAP) erklärt, man wisse mittlerweile relativ gut, wie dieses russische Desinformations-Netzwerk funktioniere: Die Propaganda Russlands ziele immer auf bestimmte Bevölkerungsgruppen ab, um die gesellschaftliche Kohäsion aufzulösen.
Joshua Davies nannte den aus Russland stammenden Angriff auf Estland im Jahr 2007 Web War One, während die Wissenschaftler Robertz und Kahr, ihrerseits Experten auf dem Gebiet Kriminologie, Sozialwissenschaften und Terrorismus, die Attacke gar als Fallbeispiel für Cyber-Terrorismus erwähnen. Kriegs-Konventionen wie sie bei herkömmlichen Konflikten gelten, existieren noch nicht.

## Methoden und Entwicklung des Cyberkriegs

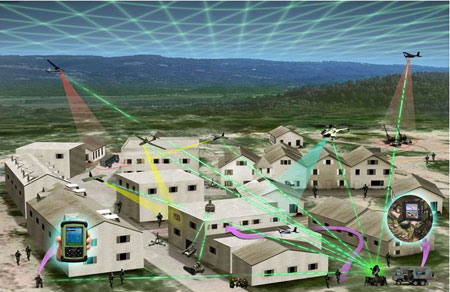
Beispiel: Umfassende Interoperabilität und Kommunikation zwischen den Untereinheiten im urbanen Umfeld will das projektierte Heterogeneous Urban RSTA Team (HURT) des Information Processing Technology Office der Defense Advanced Research Projects Agency gewährleisten

Übliche Verfahren des Cyberkriegs umfassen:
- Spionage: Das unbemerkte Eindringen in fremde Computersysteme oder Kommunikationskanäle zum Zwecke der Informationsgewinnung:
  - durch Software: Trojaner oder Backdoors (Exploits)[10][11][12]
  - durch Phishing, Spoofing oder Brute Force Angriffe (Cracking)
  - durch Hardware: am Endgerät durch Abhörgeräte, zwischen Sender und Empfänger durch ortsfeste oder mobile Abhörstationen
- Psychologische Kriegsführung: Diverse Formen von Social Engineering, etwa gezielte Manipulation durch Fake News oder Social Bots, die Propaganda verbreiten
- Sabotage: Einschleusen von kompromittierter Soft- oder Hardware, die bewusst fehlerhaft arbeitet oder Fremdsteuerung erlaubt:
  - durch Schadprogramme (wie oben, historisch z. B. Stuxnet)
  - durch Denial-of-Service-Attacken, um feindliche Dienste zu stören oder vollständig zu unterdrücken
  - durch physische Angriffe auf Hardware (z. B. Kabel-, Antennen- und Satellitenverbindungen), bspw. durch Kampfmittel, die auf Strahlungsemission beruhen und hierdurch elektronische Geräte stören, etwa EMP-Waffen oder Airborne Tactical Laser.[13]

### Strategische Konzepte
C4ISR, also die Vernetzung aller Führungs-, Informations- und Überwachungssysteme zur Gewinnung eines exakten Lagebildes, um die Entscheidungsfindung und Führungsfähigkeit der Streitkräfteführung zu verbessern, zuerst bei den US-amerikanischen Streitkräften technisch und organisatorisch institutionalisiert, ist heute bei den meisten Armeen der Welt etabliert; in den US-Strategieplanungen wird der Cyberspace neben Land, Luft, See und Weltraum als fundamentaler Bestandteil des war theatre kategorisiert – wobei Space (also das Weltall) und Cyberspace unter der Verantwortlichkeit der US-Luftwaffe meist zusammengefasst werden. Sie unterhält darüber hinaus seit 2002 u. a. das AFIT Center for Cyberspace Research (CCR).

## Geschichte
Für eine Reihe von Autoren gilt der Kosovokrieg 1999 als der erste „richtige Cyberkrieg“ zwischen Staaten, bei dem beide Seiten entsprechende Kampfmittel auf dem Schlachtfeld einsetzten. Auch die umfassende Steuerung und Kontrolle des Kriegsgeschehens mittels weltraumgestützter Systeme trat hier auf NATO-Seite bestimmend hervor.
Die Allianz etwa störte und manipulierte serbische Flugabwehrsysteme u. a. durch Einsatz hochfrequenter Mikrowellenstrahlung, griff das jugoslawische Telefonnetz an und brach auf elektronischem Weg in russische, griechische und zyprische Banken ein, um Konten des serbischen Präsidenten Slobodan Milošević zu sabotieren und leerzuräumen. Serbische Kräfte störten ihrerseits u. a. NATO-Server und hörten ungeschützte NATO-Kommunikation ab.
Nach der Bombardierung der chinesischen Botschaft in Belgrad durch NATO-Bomber mischten sich auch chinesische Hacker ein und griffen Websites an, versandten virenverseuchte E-Mails und schalteten Propaganda. Attackiert wurden u. a. die Internetpräsenzen des US-Energieministeriums und des National Park Service. Die Website des Weißen Hauses musste sogar für drei Tage geschlossen werden.
Ein weiteres Beispiel eines Cyber-Angriffs ereignete sich im April und Mai 2007 in Estland, als sich im Zuge der Verlegung eines sowjetischen Soldatendenkmals in der Hauptstadt Tallinn die politischen Spannungen mit Russland verschärften. Es kam daraufhin seit dem 27. April 2007 zu zahlreichen Hackerangriffen, die mehrere Wochen anhielten und sich gegen staatliche Organe, darunter das estnische Parlament, der Staatspräsident sowie diverse Ministerien, Banken und Medien richteten.
Im Jahr 2008 wurde ein russischstämmiger estnischer Staatsbürger angeklagt und verurteilt. Im März 2009 bekannte sich Konstantin Goloskokow, ein Funktionär der regierungsnahen russischen Jugendorganisation Naschi, als Drahtzieher der Angriffe. Die russische Regierung wies in der Folge jedoch alle Vorwürfe zurück.
In den letzten Jahren stockte das Militär seine Kapazitäten weiter auf. Im Jahr 2016 sind allein in den Vereinigten Staaten und Russland jeweils mehr als 4000 Militärangehörige ausschließlich mit Cyberwar-Aktivitäten betraut.
Nach Angaben der Washington Post führten die Vereinigten Staaten 2018 erstmals einen Cyberangriff auf Russland durch, als sie kurz vor und während der Wahlen in den Vereinigten Staaten am 6. November 2018 die als Troll-Fabrik bekannte Internet Research Agency in St. Petersburg durch offensive Mittel vom Internet trennten. Paul Rosenzweig, Jura-Professor der Georgetown University und ehemaliger Deputy Assistant Secretary for Policy im Department of Homeland Security unter George W. Bush, ordnete den Angriff als Überschreiten des Rubikon für den Cyberkrieg und das bedeutsamste Ereignis der derzeitigen Weltlage ein. Für besonders auffällig hält er, dass diese Tat kaum Aufmerksamkeit erregte. Er nimmt an, dass sich ein Standard für Cyberoperationen unterhalb des Niveaus eines Krieges entwickeln wird.

### Geschichtlicher Abriss der Entwicklung von Cyberkrieg-Konzepten in den Vereinigten Staaten
Im Jahr 1992 war die geheime Direktive TS-3600.1 des Verteidigungsministeriums zum „Information Warfare“ erlassen worden. Ein Jahr später eröffnete die US-Luftwaffe in San Antonio (Texas) das Air Force Information Warfare Center mit damals 1000 Mitarbeitern. Im Jahr 1995 absolvierten an der National Defence University in Washington, D.C. die ersten in Informationskriegsführung ausgebildeten Soldaten ihre Offizierlehrgänge. 1994 war dort die School for Information Warfare and Strategy ins Leben gerufen worden.
Im Januar 1995 erstellte die US-Navy die Instruktion OPNAVINST 3430.26 zur Umsetzung des Informationskriegs. Ab demselben Jahr begannen die Vereinigten Staaten, maßgeblich unter der Leitung von Vizeadmiral Arthur K. Cebrowski (1942–2005; von Oktober 2001 bis Januar 2005 war er Direktor des Office of Force Transformation des Pentagon), das Konzept des „Network Centric Warfare“ zu entwickeln; dessen Ziel ist es, Informationsüberlegenheit unmittelbar in militärische Überlegenheit umzusetzen.
Unter Federführung des FBI gründeten 1998 verschiedene US-Behörden das National Infrastructure Protection Center (NIPC), das mit Privatfirmen kooperierte und das zur Aufgabe hatte, den Schutz vitaler Infrastrukturen zu koordinieren und zu organisieren.
Im Juli 2002 wurde durch die Bush-Regierung das direkt dem Executive Office of the President im Weißen Haus unterstellte Office of Global Communications (OGC) ins Leben gerufen, mit dem Ziel, „Botschaften für ein ausländisches Publikum zu formulieren und zu koordinieren“; seine Aufgabe war es, „die Darstellung der Außenpolitik der USA zu koordinieren und ihr Image im Ausland zu überwachen.“
Die National Cyber Security Division (NCSD), die ihre Arbeit am 6. Juni 2003 als eine Abteilung des Office of Cyber Security & Communications aufnahm, fasste mehrere Institutionen zusammen und war seitdem für die zivile Cyberverteidigung der Vereinigten Staaten zuständig.
Ab 1999 hatte das Pentagon unter der Federführung des damaligen USSTRATCOM mit dem Aufbau eines Infowar-Teams begonnen, das beauftragt wurde, offensive Waffen für den Cyberkrieg zu entwickeln. 2002 ordnete der damalige US-Präsident George W. Bush in der National Security Presidential Directive 16 die Ausarbeitung einer Strategie an, in der Richtlinien und Kriterien für die Führung eines Cyberkriegs festgelegt werden sollten.
Bereits zur Amtszeit von Bushs Vorgänger Bill Clinton unter dem Namen Federal Intrusion Detection Network (FIDNet) angedachte Pläne einer wirksamen Internetverteidigung sollten in Form eines mehr als 50 Millionen Dollar kostenden Schutzschildes unter Präsident Bush ab 2001 konkretisiert werden. Staatliche und privatwirtschaftliche Netzwerke in den Vereinigten Staaten sollten ab 2003 (im Frühjahr dieses Jahres fand – nach langwierigen diplomatischen, propagandistischen und militärischen Vorbereitungen – der Irak-Feldzug statt) effektiv gegen Cyber-Angriffe verteidigt werden können.
Das Projekt wurde wegen anderer Prioritäten offenbar weitgehend reduziert; bis zum Jahr 2005 wurde jedoch das Joint Functional Component Command for Network Warfare (JFCCNW) formiert, das der National Security Agency zugeordnet ist. Für die Schwerpunkte Aufklärung und Informationsgewinnung ist hingegen das Joint Information Operations Warfare Command (JIOWC) verantwortlich.
Die Kernfähigkeiten im Rahmen von Informationsoperationen (IO) umfassen gemäß den Doktrinen des US-Militärs:
- Psychologische Operationen (PSYOP) zum Manipulieren der Wahrnehmung
- Militärische Täuschung (Military Deception, MILDEC); die Provokation von Fehlern und Fehlverhalten auf der feindlichen Seite durch falsche Informationen, Bilder und Stellungnahmen
- Operationelle Sicherheit (Operational Security, OPSEC); die Identifikation notwendiger Informationsgrundlagen für das eigene Handeln bzw. die Verhinderung des Zugangs zu Informationen, deren Kenntnis dem Feind Vorteile einbringen könnte (auch wenn sie nicht geheim sind; so wurden Verantwortliche während des Irakkriegs angehalten, alles von DoD-Websites zu entfernen, was geeignet sein könnte, der Gegenseite nützliche Hinweise zu liefern)
- Operationen in Computernetzen (Computer Network Operations, CNO); hier wird unterschieden zwischen
  - der Verteidigung von Rechnernetzen (Computer Network Defense, CND)
  - der Ausbeutung von Rechnernetzen (Computer Network Exploitation, CNE) mit dem Schwerpunkt der Sammlung von Informationen sowie
  - Angriffen auf Computernetze (Computer Network Attack, CNA), also die dedizierte Lahmlegung oder Zerstörung gegnerischer Netzkapazitäten in einem umfassenden Sinn[30]

## Militärische Cyber-Einheiten weltweit

### NATO
Am 14. Mai 2008 wurde das der NATO zuarbeitende, aber nicht zu ihrer formalen Organisation gehörende Cooperative Cyber Defence Centre of Excellence (CCD CoE, estnisch: K5 oder Küberkaitse Kompetentsikeskus) in Tallinn, Estland, ins Leben gerufen. Am 28. Oktober wurde es als eines von nunmehr insgesamt zehn Centres of Excellence von der NATO offiziell akkreditiert. Estland hatte das Zentrum bereits 2003 vorgeschlagen; es ist also nicht auf die Angriffe auf Estland 2007 zurückzuführen; es liegt aber nahe zu mutmaßen, dass es möglicherweise einer der Anlässe hierfür gewesen sein könnte. Neben dem Gastgeberland wird die internationale Militärorganisation derzeit von Litauen, Lettland, Italien, Spanien, der Slowakischen Republik und Deutschland unterstützt („Sponsoring Nations“; sie und nicht die NATO haben das Zentrum auch gegründet); die USA und die Türkei haben angekündigt, dem CCD CoE, das nur NATO-Mitgliedsländern offensteht, in Kürze beitreten zu wollen. Das Personal umfasst 30 Personen (Stand: April 2009). Als seine Prioritäten bezeichnet das „Kooperationszentrum für Cyberverteidigung“, Einsichten, Beistand und Fachkenntnis zu diversen Aspekten des Themas für die NATO bereitzustellen. Dazu gehören die Konzeptionierung, Training und Übungen, die Publikation von Forschungsergebnissen sowie die Entwicklung eines rechtlichen Rahmens für die, wie es beim CCD CoE heißt, noch „unreife Disziplin“ Cyberverteidigung. – Direktor des CCD CoE ist seit Februar 2008 (Stand: Juni 2009) Oberstleutnant Ilmar Tamm (37).
Auf dem NATO-Gipfel in Bukarest im April 2008 wurde die Bereitschaft der Allianz unterstrichen, die „Fähigkeit zu bieten, Bündnismitglieder auf Verlangen bei der Abwehr eines Cyberangriffs zu unterstützen“. – Die erste CCD COE Conference on Cyber Warfare unter der Leitung von Kenneth Geers fand vom 17. bis 19. Juni 2009 statt. Das CCD CoE will, wie es heißt, so rasch wie möglich auch ein Lexikon zum Cyber Warfare kreieren: „Die Definition und die Konzepte sind erstaunlich herausfordernd im Cyberspace“, so Geers bei der Eröffnung der Tagung in Tallinn: „Und sie werden sehr fokussierte Aufmerksamkeit erfordern.“ – Vom 9. bis zum 11. September 2009 fand ebenfalls in Tallinn die Cyber Conflict Legal & Policy Conference 2009 statt, gemeinsam veranstaltet vom George Mason University Center for Infrastructure Protection (CIP) und dem CCD CoE.
Suleyman Anil, der bei der NATO das Zentrum zur Reaktion auf Computerzwischenfälle (NCIRC TC) leitet, erklärte im Frühjahr 2008 anlässlich eines Kongresses zur Internetkriminalität in London: „Cyberverteidigung wird nun in den höchsten Rängen zusammen mit der Raketenabwehr und der Energiesicherheit in einem Atemzug genannt. Wir haben zunehmend mehr dieser Angriffe festgestellt und wir glauben nicht, dass dieses Problem bald verschwinden wird. Solange nicht weltweit unterstützte Maßnahmen ergriffen werden, kann das ein globales Problem werden.“ Obgleich einige seit den 1980er Jahren vor den möglichen Gefahren gewarnt hätten, sei die Angelegenheit erst seit wenigen Jahren auf dem Radar der Regierungen weltweit. Die Kosten für Hi-Tech-Attacken seien gesunken, während das Ausmaß des Schadens, den sie anrichten können, ansteige, so Anil.
Im NATO-Hauptquartier im belgischen Mons unterhält die Allianz ihre Incident Management Section.

### Deutschland

Wappen des Kommando Strategische Aufklärung

Die deutsche Bundeswehr unterhält in der Tomburg-Kaserne in Rheinbach bei Bonn die Abteilung Informations- und Computernetzwerkoperationen des Kommandos Strategische Aufklärung (Gelsdorf b. Bonn). Die 76 Mitarbeiter rekrutieren sich in erster Linie aus Absolventen der Fachbereiche für Informatik an den Universitäten der Bundeswehr. Befehlshaber (Stand: Anfang 2009) ist Brigadegeneral Friedrich Wilhelm Kriesel. Der Aufbau der Cybereinheit war 2006 von Verteidigungsminister Franz Josef Jung angeordnet worden.
Das Kommando Strategische Aufklärung hatte im Dezember 2008 unter Kriesels Führung offiziell das Satellitenaufklärungssystem SAR-Lupe in Dienst genommen. Mit fünf Satelliten kann SAR-Lupe, welches als eines der modernsten Systeme dieser Art gilt, unabhängig von Tageslicht und Wetter Bilder mit einer Auflösung von weniger als einem Meter liefern. Damit sei nahezu jeder beliebige Punkt auf der Erde aufklärbar. „Es beschafft, sammelt und wertet Informationen über die militärpolitische Lage in einzelnen Ländern und Bündnissen des potentiellen oder tatsächlichen Gegners und über seine Streitkräfte aus.“
Das satellitengestützte Kommunikationssystem der Bundeswehr SATCOMBw nahm mit der Aussetzung des Satelliten COMSATBw-1 im Weltraum Anfang Oktober 2009 seinen Teilbetrieb auf. Der zweite Satellit, COMSATBw-2, wurde am 21. Mai 2010 ins All befördert und erreichte nach einer Woche seine vorhergesehene Position in der Erdumlaufbahn. Die Satelliten decken jeweils die östliche bzw. die westliche Hemisphäre des Planeten ab. COMSATBw-1 verfüge über neue und sichere Kommunikationssysteme, erklärte Oberst Pirmin Meisenheimer nach dem Start vom europäischen Weltraumbahnhof in Französisch-Guayana aus. Dies sei ein wichtiger Schritt zur Verbesserung der Leistung für Deutschland, vor allem für Truppen im Auslandseinsatz.
Im Jahr 2001 hatte die Bundeswehr in einem Planspiel, an dem sich auch das Bundesministerium des Innern beteiligte, erstmals einen maßgeblich über das Internet geführten Krieg simuliert. Am 1. April 2002 wurde das Bundesamt für Informationsmanagement und Informationstechnik der Bundeswehr (IT-AmtBw) gegründet. Der seinerzeitige IT-Chef der deutschen Truppen, Klaus Hahnenfeld, erklärte dazu: „Wir analysieren mögliche Bedrohungspotenziale, entwickeln aber auch Fähigkeiten zum Schutz der Streitkräfte vor den spezifischen Gefährdungen bei der Nutzung moderner Informationstechnologie.“
Seit 2017 ist der Cyber- und Informationsraum eine eigene Teilstreitkraft. 

#### 2001: Erste parlamentarische Cyber-Abrüstungsinitiativen in Deutschland
Politische Optionen zur Rüstungskontrolle wurden erstmals vom Unterausschuss für Abrüstung, Rüstungskontrolle und Nichtverbreitung des Deutschen Bundestages beim Büro für Technikfolgenabschätzung beim Deutschen Bundestag (TAB) in Auftrag gegeben. Das TAB untersuchte 1993–1996 die Folgen des Einsatzes u. a. von Information Warfare für die Rüstungsdynamik.
Ebenfalls im Jahr 2001, als die Pläne der Militärs für künftige Kriege wie auch die Gefahren im Netz einer breiteren Öffentlichkeit bekannt wurden, forderten Die Grünen im Deutschen Bundestag vor dem Hintergrund der Furcht vor einem digitalen Wettrüsten eine „Cyber-Friedenspolitik“: „Es besteht die Gefahr, dass ein neuer elektronischer Rüstungswettlauf entsteht. Noch kann er gebremst und vielleicht angehalten werden“, gab sich Grietje Bettin, damals medienpolitische Sprecherin der Partei, noch zuversichtlich. Ihr Fraktionskollege Winfried Nachtwei, Mitglied im Verteidigungsausschuss des Bundestages, erwartete von der rot-grünen Bundesregierung, „dass sie nicht mitmacht bei der Cyber-Rüstungsspirale.“ In Berlin hatten die Grünen im Juni ihre Initiative „Für eine friedliche Nutzung des Cyberspace“ präsentiert.

### Frankreich
Seit Juni 2009 gibt es in der Republik Frankreich die Agence nationale de la sécurité des systèmes d’information (ANSSI, etwa: Nationale Sicherheitsbehörde für Informationssysteme). Die Regierung in Paris folgte mit deren Einrichtung mit einjähriger Verspätung Empfehlungen des im Juni 2008 veröffentlichten Weißbuchs zur Verteidigung und nationalen Sicherheit (Livre Blanc sur la Défense et la Sécurité nationale) „In Frankreich ist ein politisch-ökonomischer Werte-Streit im Gange. Bei der Debatte über das Internet-Sperren-Gesetz und Urheberrechtsverstöße geht es längst um mehr: Kontrolle, Filtermaßnahmen, Politik und massive Geschäftsinteressen.“

### Vereinigte Staaten
Am 31. Oktober 2010 nahm das United States Cyber Command seinen Dienst auf. Dieser neugeschaffene Teil des US-Militärs, der auch mit der National Security Agency (NSA) bzw. dem Central Security Service assoziiert ist, setzt sich mit Strategien und Möglichkeiten des Cyberkriegs auseinander.

## Rezeption
Das Ziel des Netzkrieges sei das menschliche Bewusstsein, so die lapidare Proklamation von George Stein (US Air Force) bereits vor der Jahrtausendwende: „The target of netwar is the human mind.“ Derlei tiefgreifende Absichtsbekundungen führten zu einem fundamentalen Wandel des Wesens des Krieges selbst und machten bisherige Abgrenzungen und Kategorisierungen in den politischen, gesellschaftlichen, ökonomischen und militärischen Sphären obsolet – weit über bisherige Vorstellungen hinaus; die möglichen Folgen könnten sowohl eine Dauerhaftigkeit des Kriegszustandes wie auch die Selbsterledigung des Militärischen durch seine allumfassende Kybernetisierung und die damit einhergehende Egalisierung der Macht- und Gewaltanwendungspotentiale (Beispiel: die bereits mehrfach demonstrierte „Waffengleichheit“ etwa zwischen Hackergruppen und ganzen Staaten) sein, argumentiert Goedart Palm:

„Das Netz ist ein Schlachtfeld hoher Diffusität, das anonyme Kombattanten genauso generiert wie Staats-Hacker und vielleicht auch die ‚Condottiere der neuen Kampfzonen‘ (Friedrich Kittler), die den Code beherrschen. Wie das klassische Schlachtfeld den zwar vernetzten, aber autonom mit Top-Sight-Eigenschaften gerüsteten Krieger hervorruft, produziert das Netz Kombattanten, die in ihren stellungslosen Positionen der klassischen Kriegführung wie unberechenbare Querschläger erscheinen. Das Ideal dauerhafter Informationsdominanz bleibt unter den Bedingungen des Netzes eine Chimäre, zumal Technologien ohnehin unter dem historischen Dauervorbehalt ihrer Überbietbarkeit stehen. […] „Netwar“ wird von seinen Protagonisten als avancierte psychologische Kriegführung vorgestellt. Doch sehr viel weiterreichend sollen mit diesem omnipotenten Kriegskonzept die Unterschiede zwischen Krieg, Propaganda, „Psyops“ (Psychologische Operationen, „operations-other-than-war“), ideologischem und ökonomischem Wettbewerb, militärischen wie zivilen Zugriffen auf das Bewusstsein des Menschen gerade aufgelöst werden. So wie bereits in klassischen Konflikten die Grenzen zwischen Krieg und Frieden nie diskret verliefen, wird das Kriegsdesign so totalisiert, dass Begrenzungen, die zuvor gesellschaftlichen wie staatlichen Ordnungen und geopolitischen Logiken entsprangen, anachronistisch erscheinen. Die Folge wäre ein dauerhafter Kriegfrieden, der seine unfriedlichen Absichten dissimuliert, weil allein das seiner „subkutanen“ Herrschaftsdoktrin entspricht. So wie Machiavelli bereits den Frieden nur als Kriegsvorbereitung guthieß, und allein die logistischen Notwendigkeiten zukünftiger Kriege als Friedensaufgabe verstand, wäre im Bewusstseinskrieg der Zustand des Friedens abgeschafft, weil seine Strategien mit den Zeitmustern klassischer Kriegszielverwirklichungen nichts mehr gemein haben.“

Myriam Cavelty-Dunn vom Crisis and Risk Network der ETH Zürich widersprach im Jahr 2010 dem Konzept des Cyberkriegs. Laut Dunn handle es sich bei „Cyberkrieg“ teils um eine sensationsheischende Bezeichnung für Vorgänge, die mit anderen Begriffen besser umschrieben wären

„Niemand bestreitet, dass wir als Gesellschaften außerordentlich vernetzt und abhängig und deshalb, theoretisch, ‚verwundbar‘ sind. Aber das Verunstalten von Webseiten ist kein Cyberwar. Distributed-Denial-of-Service-Attacken, auch wenn Banken betroffen sind, sind kein Cyberwar. Das Ausspionieren von Regierungsgeheimnissen oder der Klau von Wirtschaftsgeheimnissen mithilfe von Computern ist kein Cyberwar. Elektronische Kriegsführung ist nicht Cyberwar. Das Verbreiten von halb wahrer oder nicht wahrer Information im Krieg ist kein Cyberwar. Nicht einmal die Sabotage einer Industrieanlage mithilfe von ausgeklügelter Malware ist Cyberwar.“

Dagegen wenden sich allerdings einige Theoretiker, die Hacking eine grundlegende und neuartige Bedeutung als militärischem Wirkmittel einräumen, auch wenn davon vielleicht noch nicht viel öffentlich bekannt wurde, wie etwa der Cyberkrieg-Forscher Sandro Gaycken. In Antwort auf Cavelty-Dunn betont Gaycken 

„Es ließen sich Konflikte anheizen, andere Staaten agitieren. Man könnte die Effizienz von entwickelten Waffen testen. … Und schließlich ist der Einsatz von Cyberwaffen auch in konventionellen Konflikten sinnvoll. Wenn viele Ziele angegriffen werden sollen, ist er m. E. kostengünstiger, risikofreier, taktisch flexibler, er kostet weniger zivile Menschenleben und verursacht weniger irreversible Zerstörungen. Optionen, die auch für Supermächte attraktiv sein werden.“

Cavelty-Dunn machte im 2012 eine wesentliche Unterscheidung: Die Cybersicherheit sei in freiheitlichen Staaten wie den USA verknüpft mit Meinungsfreiheit und Demokratie, während Russland und China darunter ihre „Informationssicherheit“ verstünden. Cybersecurity könne in diesen autoritären Staaten auch ein Tool sein für Kontrolle, also instrumentalisiert werden für deren Regimeerhalt. Auch im militärischen Bereich sei es im Jahr 2012 extrem schwierig zu sehen, wohin das führen würde. Im 2016 schrieb sie

„Die gezielte Manipulation von Inhalten im Internet ist eine Taktik, die Moskau schon seit Jahren systematisch einsetzt. … Im Gegensatz zu der euroatlantischen Sichtweise, die den Cyberkrieg eng als zerstörerische Attacken auf Computersysteme und kritische Infrastrukturen definiert, geht Russland das Thema ganzheitlicher an: Neben Informationssystemen sind der Mensch und seine Meinung das wichtigste Ziel seiner Informationskriege.“

### „Fortsetzung des Krieges mit anderen Mitteln“
„Die Zukunft ist eindeutig noch nicht entschieden“, so Chris Hables Gray (Autor des „Klassikers“ Postmodern War, 1997; siehe Literatur) schon in einem Beitrag für die Ars Electronica 1998, die den InfoWar zum Thema hatte. Ausgerechnet „die informationsintensivsten Gesellschaften“ seien „am anfälligsten für Angriffe und Störungen im Sinne des InfoWar. Doch statt diese Tatsache als weiteren Anstoß zur Abschaffung des Krieges zu verstehen, begründet man damit die Militarisierung des Cyberspace und weiterer Teile des öffentlichen Raums.“

„Obwohl vermutlich förderlich für Militärbudgets und die Auflage von Massenblättern, beschreibt dieser Begriff (Infowar) weniger eine neue Form der Kriegsführung, sondern verstellt eher den Blick auf die Krise des modernen Krieges selbst, der mit zwei fundamentalen Paradoxa zu kämpfen hat. Vom 16. Jahrhundert bis 1945 entwickelte sich der moderne Krieg zu einem umfassenden industriell-wissenschaftlichen System mit dem Ziel des effektiven, totalen Krieges. Ironischerweise stellte sich der totale Krieg gerade in seiner entwickeltsten Form als undurchführbar heraus, da eine wahre Apokalypse die unausweichliche Folge wäre. Von diesem ersten zentralen Paradoxon der heutigen Kriegsführung führte der Weg direkt zur Entwicklung des postmodernen Krieges. – Sowohl der moderne als auch der postmoderne Krieg beruhen auf der Manipulation (und zunehmenden Macht) der Information, obwohl wir noch nicht einmal wirklich wissen, was Information eigentlich ist. Damit ist das zweite zentrale Paradoxon angesprochen. […] Die zunehmende Leistungsfähigkeit von Waffensystemen mündete in die Krise des postmodernen Krieges, die heute die internationalen Beziehungen prägt. – Der Großteil der Politik dreht sich mittlerweile um das Überleben des Krieges. […] Nach Michel Foucault ist Politik heute die 'Fortsetzung des Krieges mit anderen Mitteln' und nicht umgekehrt. […] Daß die Information als militärischer Faktor so reizvoll ist, ist zum Teil auf ihre lange Geschichte im Bereich der Armee zurückzuführen. Die erste – und vielleicht auch beste – Analyse des Krieges stammt von Sunzi, der nicht müde wurde, die Bedeutung guter Information hervorzuheben. Jeder große General war sich dessen bewußt. Aber nicht nur Sunzi, sondern auch allen großen Theoretikern seither war klar, daß es im Krieg keine perfekte Information geben kann. Ob sie diesen Unsicherheitsfaktor nun ‚Fortuna‘ (Machiavelli) oder ‚Nebel des Krieges‘ (Clausewitz) nannten – alle wußten, daß über manche Dinge erst nach Ende des Krieges Gewißheit herrschen würde. Natürlich auch über das Wichtigste – den Sieger. Aber im Zeitalter der Massenvernichtungswaffen nimmt eine solche Auffassung dem Krieg nicht nur jede politische Wirksamkeit, sie macht ihn zu einem ganz und gar wahnsinnigen Unterfangen. […] Es finden sich immer neue Technologien und Theorien zur Rechtfertigung dieser wiederkehrenden Revolutionen im militärischen Bereich oder RMAs (Revolutions in Military Affairs). Die grundlegenden Prämissen bleiben jedoch stets dieselben: Krieg ist unvermeidbar, und neue Informationstechnologien helfen, Kriege zu gewinnen. Der InfoWar übernimmt viele Aspekte früherer RMAs und übertreibt sie in unvorstellbarem Ausmaß.“

In der Tat übertreffen die Militärausgaben weltweit unterdessen alles bisher Dagewesene – und das trotz der Weltwirtschafts- und Finanzkrise. China ist hier laut SIPRI im Jahr 2008 auf Platz 2 nach den USA aufgerückt. Nach Schätzungen der schwedischen Denkfabrik gaben die USA 607 Milliarden Dollar für die Rüstung aus, mit großem Abstand folgen China (84,9 Milliarden Dollar), Frankreich (65,7 Milliarden Dollar) und Großbritannien (65,3 Milliarden Dollar). Russland rangiert demnach mit 58,6 Milliarden Dollar an fünfter Stelle vor Deutschland. Den Angaben zufolge stiegen die weltweiten Militärausgaben seit 1999 um 45 Prozent auf 1,46 Billionen Dollar; verantwortlich dafür seien vor allem der Krieg in Irak bzw. der von der Bush-Regierung ausgerufene „Krieg gegen den Terror“, Russlands Wiederaufstieg sowie die wachsende Bedeutung der Volksrepublik China auf der Weltbühne. Mittlerweile scheinen die von Gray angesprochenen Probleme auch zum Beispiel bei hochrangigen Militärtheoretikern der NATO Resonanz gefunden zu haben: „Nach meiner Ansicht wäre die NATO gut beraten einen Ansatz zu wählen, an dessen Beginn eine Grundsatzdebatte über Strategien der Konfliktverhinderung und Konfliktbeendigung im 21. Jahrhundert steht. Daraus könnte man eine Grand Strategy entwickeln, die dann den Reformprozess bestimmt. Damit trüge man den tief greifenden Veränderungen des strategischen Umfeldes Rechnung. Allein Stichworte wie das Auftreten transnationaler Akteure, die das Gewaltmonopol der Staaten brechen können und werden, die Nutzung des Cyberspace als Medium der Kriegführung oder die durch Nano- und Bio-Technologie denkbar werdenden Optionen in der Entwicklung künftiger Waffen zeigen an, dass unser von der Westfälischen Staatenwelt und vom Dogma der Vernichtung geprägtes bisheriges strategisches Denken im 21. Jahrhundert zu kurz greift.“ – „Alles in Allem verspricht das 21. Jahrhundert ein eher unruhiges Jahrhundert zu werden, in dem es so manchen Konflikt und neben dem bekannten Krieg zwischen Staaten auch neue Formen des bewaffneten Konfliktes wie Cyberkrieg und den Kampf transnationaler Kräfte gegen Staaten geben wird. Es wird anfangs und wohl auch für die vorhersehbare Zukunft eine Welt ohne Weltordnung sein, nicht zuletzt, weil die Pax Americana in Europa an Bedeutung verloren hat, im Nahen Osten nicht mehr so richtig greift, aber doch unersetzbar ist und nur im Pazifik der Stabilitätsfaktor schlechthin bleibt“, so der ehemalige Generalinspekteur der Bundeswehr und Vorsitzender des NATO-Militärausschusses (1996 bis 1999), Klaus Naumann, in einem Vortrag für die Deutsche Atlantische Gesellschaft, Bonn, am 31. Mai 2008.

„Das Wettrüsten der Gehirne perpetuiert die Rüstungsdynamik ad infinitum. Wissenschaftler erdenken neue waffentechnische Möglichkeiten und suchen politische Zwecke zu ihrer Rechtfertigung. Die Mittel des Krieges verselbständigen sich, sie brauchen den Feind, ob er nun real existiert oder nur in der Phantasie. Das Schlachtfeld wird zum Beobachtungsfeld zur Erprobung neuer Waffen, der Krieg insgesamt zum wissenschaftlichen Experiment. […] Da Netze überall hinreichen, verknüpfen sie die Globalisierung der Gewalt mit der Miniaturisierung von Gewalt, was in den Informationskriegen auf unseren Computern ebenso zum Ausdruck kommt wie in Nanosystemen, Mini-Kampfmaschinen und Killer-Mikroben. Durch sie findet der Krieg Einzug in unseren Nahbereich, unsere Wohnung, ja den eigenen Körper. Der Anspruch zur Beherrschung des äußeren Raumes (outer space) findet sein Gegenstück in der Beherrschung des inneren Raum[s] (inner space) innerhalb der Gesellschaften.“

### Big Brother Award
Am 5. Mai 2017 wurde der Negativ-Preis Big Brother Award in der Kategorie Behörden an die Bundeswehr und die Bundesministerin der Verteidigung Ursula von der Leyen als deren Oberbefehlshaberin verliehen „für die massive digitale Aufrüstung der Bundeswehr mit dem neuen ‚Kommando Cyber- und Informationsraum‘ (KdoCIR)“. In seiner Laudatio erläuterte Rolf Gössner vom Verein Internationale Liga für Menschenrechte die Kritik der Jury:

„Mit dieser digitalen Aufrüstung wird – neben Land, Luft, Wasser und Weltraum – ein fünftes Schlachtfeld, das sogenannte ‚Schlachtfeld der Zukunft‘ eröffnet und der Cyberraum – man kann auch sagen: das Internet – zum potentiellen Kriegsgebiet erklärt. Mit der Befähigung der Bundeswehr zum Cyberkrieg beteiligt sich die Bundesrepublik am globalen Wettrüsten im Cyberspace – und zwar weitgehend ohne Parlamentsbeteiligung, ohne demokratische Kontrolle, ohne rechtliche Grundlage.“

## Zitate
„‚Cyberwar‘ erscheint auf der Begriffsagenda in Zeiten, in denen ein Wandel staatlichen Kriegshandelns auszumachen ist. Politische Erwägungen lassen den Einsatz von Massenheeren zunehmend unzweckmäßig erscheinen, womit von überkommenen Formen der Kriegsführung Abschied genommen wird. Das Beispiel des zweiten Golfkrieges aus dem Jahr 1990 hat gezeigt, daß das Bestreben der Kriegsparteien dahin geht, Distanzwaffen den personengebundenen Streitkräften vorzuziehen. Distanzwaffen unterliegen ihren anderen Perzeptionsbedingungen. Optische Apparaturen und vernetzte Information treten an die Stelle menschlicher Kombattanten [vgl. Virilio 1989]. Mit dieser Entwicklung rückt plötzlich der Krieg als völlige Distanzkategorie in den Blick: als Krieg in virtuellen Räumen: denen der elektronischen Datenbanken.“

„Am weitesten entfernt von den bisherigen Vorstellungen von Krieg und Frieden sind die Ansätze des ‚Netwar‘. Nach diesem Modell, in dem nicht mehr der Körper des Gegners das Ziel physischer Angriffe ist, sondern sein Willen durch eine Informationsdominanz direkt verändert werden soll, würde in der Konsequenz jede Form von ideologischer oder politischer Auseinandersetzung als Krieg gewertet werden.“

„Der richtige Schritt (gegen den Cyberwar) wäre eine Entnetzung. Die Netzwerke müssten zurückgebaut und verkleinert werden. Während der letzten 20 Jahre wurde schleichend überall IT hingebaut. In vielen Bereichen haben wir uns Netzwerke und IT aufquatschen lassen und brauchen sie dort gar nicht. Stattdessen könnte man mit einfacheren Lösungen arbeiten, gerade in kritischen Bereichen. Deshalb ist mein Rat, am besten das ganze Zeug wegzuschmeißen und es neu zu bauen. Aber das würde natürlich sehr viel Geld kosten.“

„Zivile Technologie und Waffenentwicklung stehen in einem unverbrüchlichen Verhältnis, befruchten sich wechselseitig und spätestens mit der Herankunft moderner Informationstechnologien werden die diskreten Grenzen der technologischen Erscheinungen im „dual use“ vollends aufgelöst. Ein Beobachtungssatellit wird nicht durch seinen technologischen Zuschnitt, sondern durch seine Aufgabenbestimmung zum genuinen Kriegsgerät. Nichts anderes gilt für Informationen, die in einem wachsenden Netz globaler Informationsstrukturen viele Eingangstore für Widersacher eröffnen und die diskrete Trennung militärischer und ziviler Informationen ohnehin illusorisch erscheinen lassen, wie es nicht nur der Kauf von Satellitenbildern während des Afghanistankriegs demonstrierte, sondern auch die schlichte Kenntnis der Modalitäten ziviler Fluggesellschaften seitens der Septemberterroristen.“

„Die Strategen müssen sich bewusst sein, dass ein Teil jedes politischen und militärischen Konflikts im Internet stattfinden wird, dessen allgegenwärtige und unvorhersagbare Charakteristiken bedeuten, dass alle hier ausgefochtenen Schlachten genauso bedeutend, wenn nicht noch bedeutender sein können als Ereignisse, die auf dem Boden stattfinden.“

„Cyberkriegsführung ist eine asymmetrische Kriegsführung; es steht mehr für uns auf dem Spiel als für unsere potentiellen Gegner. Ein weiterer Aspekt ist, dass die Opfer von Cyberkriegsführung möglicherweise die Identität des eigentlichen Angreifers nie bestimmen können. Deshalb kann Amerika dieser Bedrohung nicht begegnen, indem es nur auf eine Vergeltungsstrategie oder sogar offensive Operationen im Allgemeinen vertraut. […] Wie die jüngsten Angriffe auf das Computersystem des Pentagon bewiesen, müssen die USA davon ausgehen, dass sich unsere potentiellen Gegner in der Welt auf solche Angriffe vorbereiten.“

„Was wir sehen, ist ein internationales Verbrechen. Wir müssen anfangen, über Wege einer Waffenkontrolle im Cyberspace nachzudenken.“

„Die Vision der globalen ‚elektronischen Kriegsführung‘ kann im Rahmen eines aggressiven Wirtschaftens mit extremen Verteilungsungerechtigkeiten nur als paranoides Konzept gedacht werden. Sie impliziert – zu Ende gedacht – eine totale Kontrolle über alle technologischen, ökonomischen, physikalischen, chemischen, biologischen, mentalen und sonstigen Parameter der Wirklichkeit. Die entsprechenden Sensoren müssen deshalb ubiquitär ihre Arbeit tun.
Letztlich käme man – wie in ‚Minority Report‘ (USA 2002) – sogar nicht umhin, auch Gedanken und innere Bilder sichtbar zu machen. Schon jetzt ist zu diskutieren, ob die ‚militärtechnologische Revolution‘ nicht geradezu zwangsläufig das Modell des präventiven Sicherheitsstaates im Reisegepäck mitführt.“

„Falls wir nicht willens sind, das heutige Internet zu überdenken, warten wir lediglich auf eine Serie öffentlicher Katastrophen.“

„Amerika braucht die Fähigkeit, Bombenteppiche im Cyberspace auszustreuen, um das Abschreckungsmittel zu schaffen, dessen wir ermangeln […] wenigstens eine ausländische Nation hat den uneingeschränkten Krieg im Cyberspace befürwortet. – Wenn die USA einen Plan zur Beherrschung jeder der ‚Abscheulichkeiten‘ auf dem Exerzierplatz haben können, ist es weniger gewiss, dass unsere Gegner darüber verfügen. – Die Tage des Bollwerks sind gezählt, sogar im Cyberspace. Während Amerika sich im Cyberspace stählen muss, können wir es uns nicht leisten, Gegner in diesem Bereich unangefochten zu lassen. Das af.mil-Bot-Netz bietet die Fähigkeit dazu beizutragen, den Angriff eines Feindes zu vereiteln oder ihn zu schlagen, bevor er an unsere Küsten gelangt.“

„Wie ist unter den Bedingungen von Pluralität und Multikulturalität ein Zusammenleben im Horizont der Weltvernetzung denkbar, das die Welt weder in ein globales Kasino noch in ein digitales Tollhaus verwandelt? Die ethisch-politische Diskussion um die minima moralia zu diesen Fragen besitzt eine Brisanz, vergleichbar mit den ihr verwandten weil sich immer stärker im Kontext der Weltvernetzung und der Digitalisierung stellenden bioethischen Fragen. […] Zugleich stellt sich als eine immer dringendere Aufgabe die Schaffung eines quasi-rechtlichen international anerkannten Moralkodex, das als Basis für die Beilegung anstehender Konflikte – von Cyberkriegen über Kinderpornografie und Rechtsradikalismus bis hin zu Viren-Attacken, die einen kaum zu ermessenden ökonomischen Schaden verursachen können – dienen sollte.“

„Heute werden wir uns auf nukleare, biologische und Cyber-Bedrohungen konzentrieren – drei Bedrohungen des 21. Jahrhunderts, die während der letzten acht Jahre vernachlässigt wurden. Es ist an der Zeit, aus Washingtons konventionellem Denken auszubrechen, dass darin versagt hat, mit unkonventionellen Bedrohungen Schritt zu halten.[…]
Jeder Amerikaner hängt, direkt oder indirekt, von unserem System von Informationsnetzen ab. Sie bilden zunehmend das Rückgrat unserer Wirtschaft und unserer Infrastruktur – unserer nationalen Sicherheit und unserer persönlichen Wohlfahrt. Es ist kein Geheimnis, dass Terroristen unsere Computernetze nutzen könnten, um uns einen lähmenden Schlag zu versetzen. Wir wissen, dass Cyberspionage und vergleichbare Verbrechen schon im Ansteigen begriffen sind. Und während Länder wie China diesen Wandel rasch verstanden haben, haben wir die letzten acht Jahre den Fuß nachgezogen.
Als Präsident werde ich der Cybersicherheit jene höchste Priorität einräumen, die ihr im 21. Jahrhundert zukommt. Ich werde unsere Cyber-Infrastruktur zur strategischen Einrichtung erklären und einen Nationalen Cyberberater [u. U. besserer Übersetzungsvorschlag: Berater für nationale Belange im Cyberspace] ernennen, der direkt mir berichtet. Ich werde die Bemühungen quer durch die Bundesregierung koordinieren, eine wahrhaft nationale Cybersicherheitspolitik einführen und die Standards zur Informationssicherheit straffen – von den Netzen, auf die sich die Bundesregierung stützt, bis hin zu den Netzen, die Sie in ihrem persönlichen Leben nutzen.“

„Ein großer Teil der Nachrichten, die man im Kriege bekommt, ist widersprechend, ein noch größerer ist falsch und bei weitem der größte einer ziemlichen Ungewißheit unterworfen. […] Mit kurzen Worten: die meisten Nachrichten sind falsch, und die Furchtsamkeit der Menschen wird zur neuen Kraft der Lüge und Unwahrheit. In der Regel ist jeder geneigt, das Schlimme eher zu glauben als das Gute; jeder ist geneigt, das Schlimme etwas zu vergrößern, und die Gefährlichkeiten, welche auf diese Weise berichtet werden, ob sie gleich wie die Wellen des Meeres in sich selbst zusammensinken, kehren doch wie jene ohne sichtbare Veranlassung immer von neuem zurück. Fest im Vertrauen auf sein besseres inneres Wissen muß der Führer dastehen wie der Fels, an dem die Welle sich bricht. […] Festes Vertrauen zu sich selbst muß ihn gegen den scheinbaren Drang des Augenblicks waffnen; seine frühere Überzeugung wird sich bei der Entwicklung bewähren, wenn die vorderen Kulissen, welche das Schicksal in die Kriegsszenen einschiebt, mit ihren dick aufgetragenen Gestalten der Gefahr weggezogen und der Horizont erweitert ist. – Dies ist eine der großen Klüfte zwischen Entwerfen und Ausführen.“

„Niemand kann das Internet kontrollieren, daher können es alle kontrollieren.“

### Vireninduzierter Atomschlag
„Die ethische Grundproblematik scheint vor allem in der Frage zu liegen, wer als Akteur anzusehen ist, denn auch ein vireninduzierter Atomschlag kann als Folge von Schadsoftware angesehen werden. Mit den Prinzipien des gerechten Krieges ist ein solcher Cyberwar, sei es nun ein „vireninduzierter Atomschlag“ oder die Manipulation einer chemischen Fabrik jedenfalls nicht rechtfertigbar, da die Einhaltung der Prinzipien, insbesondere der Beschränkung auf Kombattanten, nicht gewährleistet werden kann; ebenso wenig ließen sich zumindest bisher Angriffe konsequent auf ein einzelnes Ziel begrenzen.“